# Хорњи Плана
Хорњи Плана (чеш. Horní Planá) град је у Чешкој Републици. Град се налази у управној јединици Јужночешки крај, у оквиру којег припада округу Чешки Крумлов.

## Становништво
Према подацима о броју становника из 2014. године град је имао 2.145 становника.